# Саут Лајнвил (Мисури)
Саут Лајнвил (енгл. South Lineville) град је у америчкој савезној држави Мисури.

## Демографија
По попису из 2010. године број становника је 28, што је 9 (-24,3%) становника мање него 2000. године.
| Група             | 2000.       | 2010.       |
| Белци             | 37 (100,0%) | 28 (100,0%) |
| Афроамериканци    | 0 (0,0%)    | 0 (0,0%)    |
| Азијати           | 0 (0,0%)    | 0 (0,0%)    |
| Хиспаноамериканци | 0 (0,0%)    | 0 (0,0%)    |
| Укупно            | 37          | 28          |